# Шалигине
Шали́гине — селище в Україні, центр Шалигинської селищної громади Шосткинського району Сумської області. Населення становить 3203 осіб. Орган місцевого самоврядування — Шалигинська селищна рада.

## Географія
Селище Шалигине розташоване на річці Лапузі за 20 км на південний схід від міста Глухова та за 10 км від автодороги Глухів — Курськ E38. Вище за течією річки на відстані в 2 км розташоване село Гудове. До селища примикають лісові масиви (дуб, береза, сосна). Населення станом на 2001 рік становило 3203 особи.

## Історичні відомості
- Селище Шалигине, засноване наприкінці XVI — на початку XVII століть. За іншими даними у червні 1594 року[2].
- Назва села походить від імені одного з перших поселенців — Шалигіна, який отримав тут земельний наділ за військову службу. У першій половині XVII століття село було одним з прикордонних пунктів і входило до Російської держави. В 1757 році Шалигине стало власністю князя Барятинського.
- З 1708 року селище входило в Крупецьку волость Путивльського повіту Київської губернії, з 1727 — Севську провінцію Білгородської губернії, з 1779 — Курське намісництво і з 1796 — до Курської губернії[3].
- У 1855 році в селищі почав діяти цукровий завод князя Барятинського, який пізніше було взято в оренду цукропромисловцем М. А. Терещенком, та цегляний завод. У 1899 році на місці старого цукрового заводу був побудований новий, в 1918 році при якому відкрили лікарню, яку в 1922 перетворили в сільську[4].
- У 80-х роках XIX століття селище стало волосним центром, пізніше, з середини 20-х років XX століття, було перетворене в центр Шалигинського району.
- У січні 1918 року в Шалигиному було окуповане червоними. На початок квітня того ж року селище звільнили гетьманці, але у жовтні Путивльський червоний партизанський загін захопив Шалигине. В кінці вересня 1919 року вже білогвардійці захопили Шалигине, проте у першій половині листопада того ж року частини 41-ї радянської дивізії селище знову було окуповане червоними.[3]
- 16 жовтня 1925 року Шалигине у складі більшої частини Путивльського повіту було передану зі складу РРФСР до складу Глухівської округи УСРР.
- Восени 1929 у Шалигиному почалася примусова колективізація, в 1929—1932 роках у населеному пункті створили вісім колгоспів, у 1935 було створено МТС.[3]
- На початку жовтня 1941 року німецькі війська ввійшли до Шалигиного. У лютому 1942 Шалигинський партизанський загін, що складався з 119 осіб, увійшов до складу партизанського з'єднання під командуванням С. А. Ковпака та з травня того ж року базувався в Хінельських лісах, що у Шалигинському районі. Влітку 1942 був створений другий Шалигинський партизанський загін, що діяв на території Шалигинського та інших районів. 3 вересня 1943 року частинами 60-ї армії селище було зайняте.[3]
- 1956 року Шалигине було віднесено до категорії селищ міського типу, а в 1959 році при укрупненні районів увійшло до складу Глухівського району.[3]

- Село постраждало внаслідок голодоморів 1932–1933 та 1946–1947 років.

### Російсько-українська війна
Увечері 3 травня 2022 року військові РФ зі своєї території, за інформацією Державної прикордонної служби України, здійснили вісім обстріли околиць селища Шалигине з реактивної системи залпового вогню.
Уранці 16 травня було зафіксовано чотири вибухи в бік селища Шалигине.
30 червня 2024 року оперативне командування «Північ» повідомило про чергові обстріли села. Зафіксовано 6 вибухів, ймовірно ствольна артилерія 122 мм.
28 липня 2024 року селище знову обстріляли російські агресори. Зафіксовано 3 вибухи, ймовірно ствольна артилерія 122 мм.
17 серпня 2024 року оперативне командування «Північ» повідомило про обстріли Сумської області. Серед постраждалих населених пунктів селище Шалигине — 2 обстріли: 5 вибухів, ймовірно КАБ.
27 серпня 2024 року за інформацією Генштабу ЗСУ ворог завдавав авіаударів по районах населених пунктів Есмань, Ворожба, Вільна Слобода, Атинське, Горіле, Безсалівка, Глухів, Михайлівське, Угроїди, Шалигине, Ямпіль, Яструбине, Іскриківщина, Білопілля, Бачівськ, Будівельне Сумської області.
31 серпня 2024 року внаслідок ворожого обстрілу у селищі ще один будинок зруйнований. Також пошкоджений торгівельний об'єкт та ще один будинок.

## Населення

### Шалигине
1819 року в селі налічувалося 115 дворів та 857 жителів.
У 1862 році у власницькому селі налічувалось 142 двори, мешкала 1081 особа (530 чоловічої статі та 551 — жіночої), була православна церква та бурякоцукровий завод.
Станом на 1880 рік у колишньому власницькому селі Шалигінської волості Путивльського повіту Курської губернії, мешкало 1548 осіб, налічувалось 223 дворових господарств, існувала православна церква, школа, 2 лавки.

### Ковйонки
1862 року у власницькому селі налічувалось 203 двори, мешкало 1158 осіб (582 чоловічої статі та 576 — жіночої), була православна церква.
У 1880 році у колишньому власницькому селі Шалигінської волості Путивльського повіту Курської губернії, мешкало 1 017 осіб, налічувалось 123 дворових господарств, існувала православна церква.

### Після об'єднання
Згідно з Всесоюзним переписом населення 1959 року населення селища становило 6652 особи (2863 чоловічої статі та 3789 — жіночої).
Станом на 1989 рік населення зменшилось до 3457 осіб (1524 чоловічої статі та 1933 — жіночої).
| 1819     | 1862                          | 1880                          | 1913       | 1959  | 1980  | 1984  | 1989  | 2001  | 2016  |
| -------- | ----------------------------- | ----------------------------- | ---------- | ----- | ----- | ----- | ----- | ----- | ----- |
| Шал.—857 | 2 239 (Шал.—1081; Ковй.—1158) | 2 565 (Шал.—1548; Ковй.—1017) | Шал.—2 340 | 6 652 | 4 570 | 4 000 | 3 457 | 3 203 | 2 363 |
|          | ▲                             | ▲                             | ▲          | ▲     | ▼     | ▼     | ▼     | ▼     | ▼     |

### Розподіл населення за рідною мовою(2001)
| українська мова | російська |
| --------------- | --------- |
| 16,17 %         | 83,64 %   |

## Пам'ятки

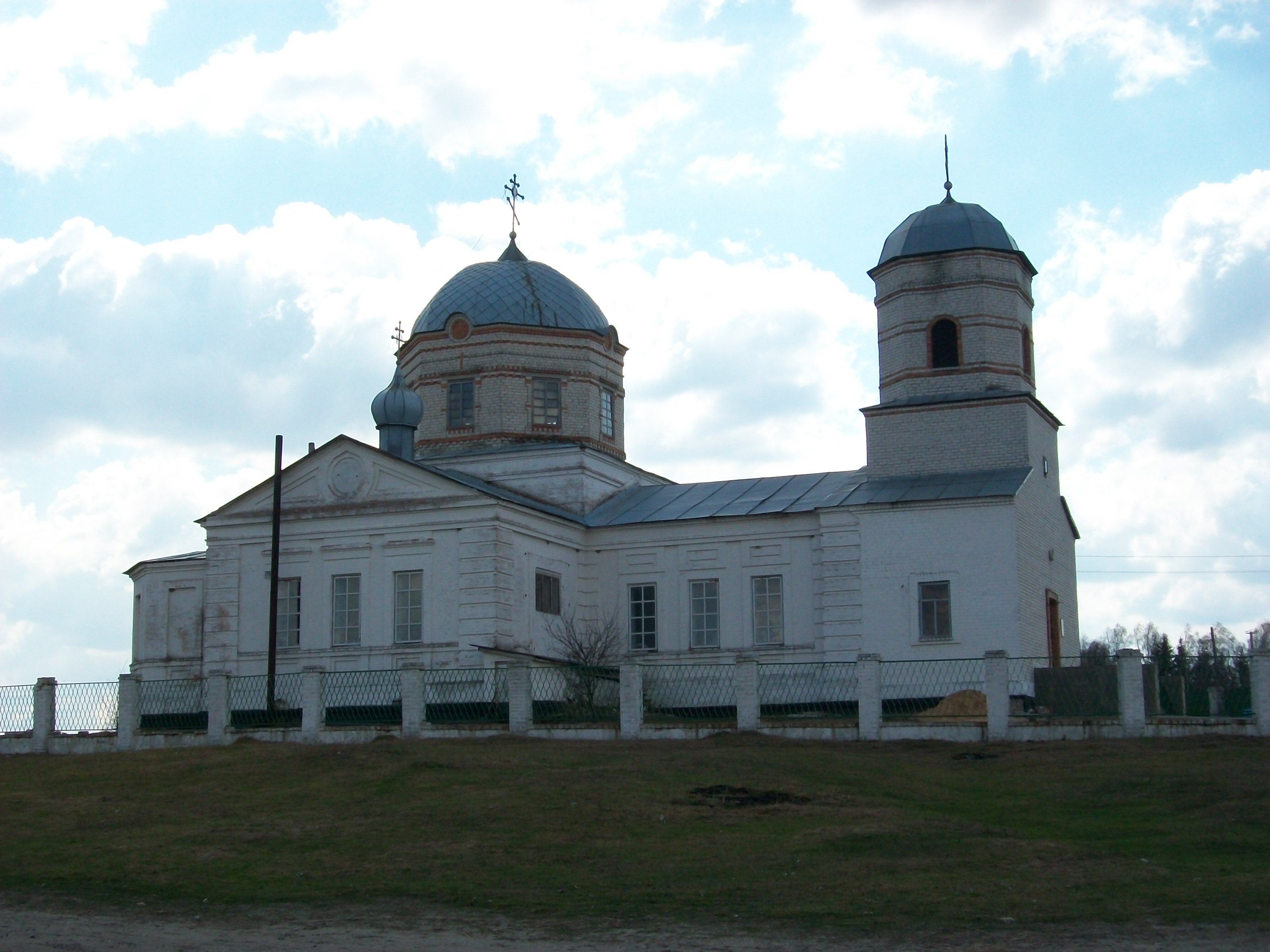
Храм Пророка Іллі

В Шалигиному діяла Троїцька церква, яка була зруйнована в 30-х роках ХХ століття. Зараз у селищі, колишнє село Ковйонки, яке входить до меж Шалигина, діє Пророко-Іллінська церква (1889—1906 роки), служба в якій була відновлена в 1988 році. З 1991 року настоятелем церкви служить о. Василій (Ціко). У 90-х роках ХХ століття церква була реставрована та реконструйована в 2008 році. У 2012 році було позолочено куполи храму та в 2012—2013 роках тривали зовнішні ремонтні роботи та декоративна штукатурка стін храму та дзвіниці
У центрі селища встановлено пам'ятник загиблим радянським воїнам, побудований 1955 року, та обеліск односельцям, полеглим у роки війни.
За 3 км по дорозі до селища (від с. Соснівка), на правому березі річки Обести, з 1557 року діє чоловічий монастир Глинської Різдва Богородиці Пустині.

### Природні

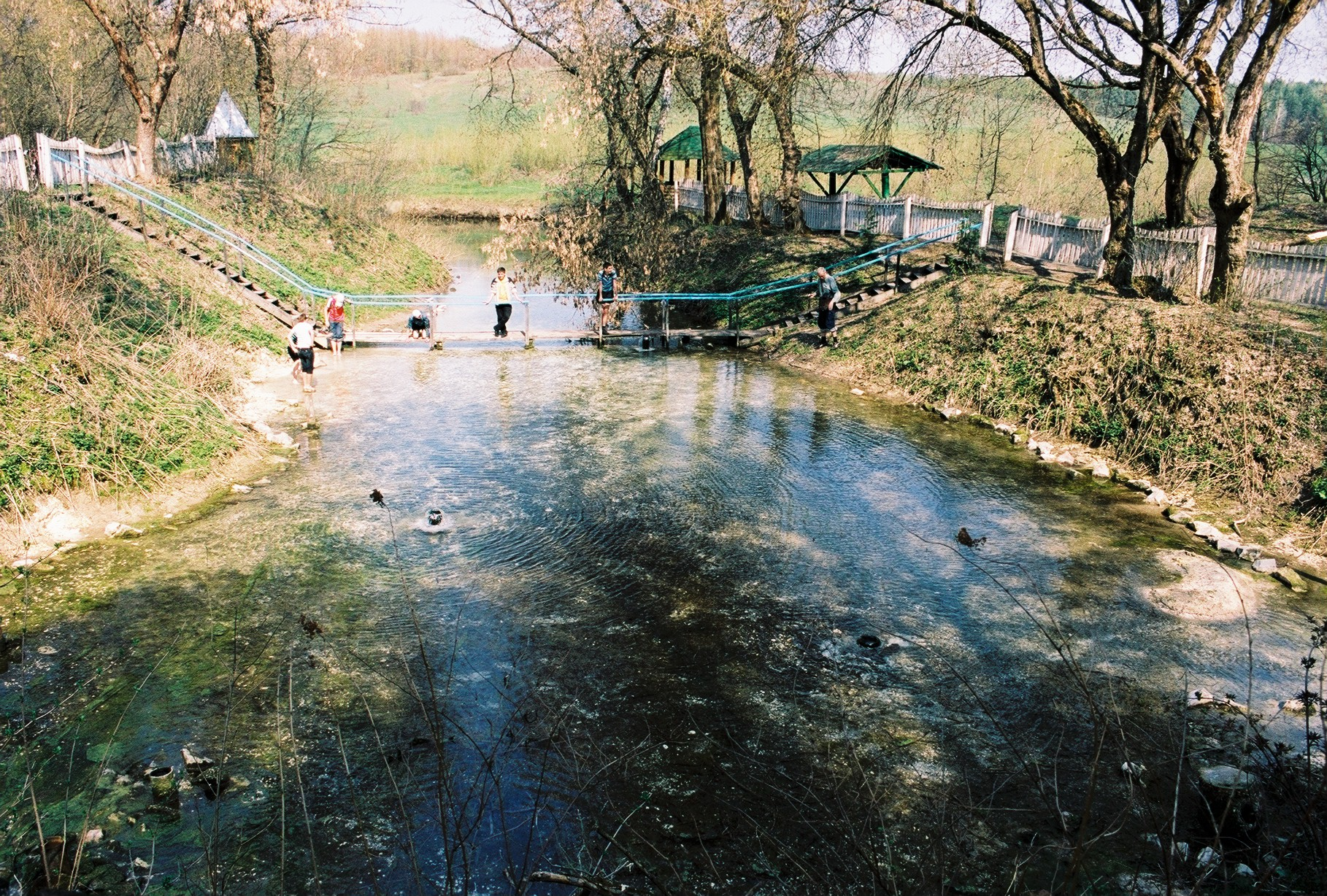
Сім джерел

У селищі розташоване унікальне гідрологічне утворення самовитікаючих джерел води — «Сім джерел», яке має естетичне і пізнавально-виховне значення та зберігається в природному стані, відоме також як «крейдяна криниця». «Сім джерел» — визначна гідрологічна пам'ятка природи місцевого значення площею 0,5 га, температура води якої влітку і взимку не перевищує 4 °C. Прилегла до неї територія розчищена від порослі американського клена. Природно-історична цінність визначної пам'ятки «Сім джерел» полягає в цінній якості води, яка окрім смакових якостей має і лікувальну дію.
На північ від селища розташований Шалигинський ландшафтний заказник державного значення, площею 3754 га (2868,1 га).

## Персоналії
У селищі народилися:
- Бугаєнко Валерій Миколаєвич — керівник Федерального агентства зв'язку (Россвязь) (2007—2011).
- Леонід Семенович Тарабаринов — український актор, народний артист СРСР.
- Чемодуров Трохим Миколайович — український радянський і компартійний діяч, голова виконкому Кримської обласної ради. Депутат Верховної Ради УРСР 7–9-го скликань (1967—1980). Кандидат у члени ЦК КПУ (1966—1976). Член ЦК КПУ (1976—1981).
- Тарабаринов Леонід Семенович (1928—2008) — український драматичний актор театру та кіно.